# Mattia Destro
Mattia Destro, né le 20 mars 1991 à Ascoli Piceno (Italie), est un footballeur international italien, qui évolue au poste d'avant-centre au Empoli FC.

## Biographie

### Carrière en club

#### Formation à l'Inter Milan
Formé à l'Inter Milan où il se fait particulièrement remarquer dans leurs équipes de jeunes (36 buts, 86 matchs), il confirme tous les espoirs placés en lui dans les catégories jeunes de sélections italiennes. Lors de la saison 2010-2011, ne pouvant plus évoluer dans la Primavera Interiste de par son âge et étant bloqué dans l'équipe première par l'impressionnante attaque de l'époque (Samuel Eto'o, Diego Milito, Goran Pandev, Mario Balotelli), il est contraint de partir afin d'avoir du temps de jeu.

#### Découverte de la Serie A au Genoa
C'est le Genoa CFC qui le recrute en juillet 2010 en copropriété dans le cadre du transfert d'Andrea Ranocchia qui part, lui aussi, en copropriété à l'Inter Milan. À la suite de la blessure de Luca Toni, il débute avec sa nouvelle équipe le 12 septembre 2010, et inscrit son premier but en Série A après seulement 6 minutes de jeu. Malgré ces débuts précoces, il peine à confirmer et termine la saison avec 2 buts au compteur pour 16 matchs joués (3 buts toutes compétitions confondues, en 18 matchs). Ce qui n'empêche pas le Genoa de l'acheter définitivement pour 4,5 M€ en juillet 2011 après avoir vendu à titre définitif Andrea Ranocchia à l'Inter Milan en janvier de la même année.
Néanmoins le Genoa décide de prêter sa jeune recrue au club de l'AC Sienne pour la saison 2011-2012 dans le cadre d'un prêt payant d'1,5 M€ avec option sur sa copropriété. Là-bas, il devient un titulaire indiscutable et termine la saison avec 12 buts inscrits pour 30 rencontres disputées (un record en Série A pour un italien de son âge). Sienne lève l'option pour sa copropriété en juin 2012. Dès lors, il est courtisé par de nombreux clubs italiens comme la Juventus, l'Inter (son club formateur), le Milan AC, le SSC Napoli, mais surtout l'AS Rome de Zdeněk Zeman.

#### Transfert à l'AS Rome

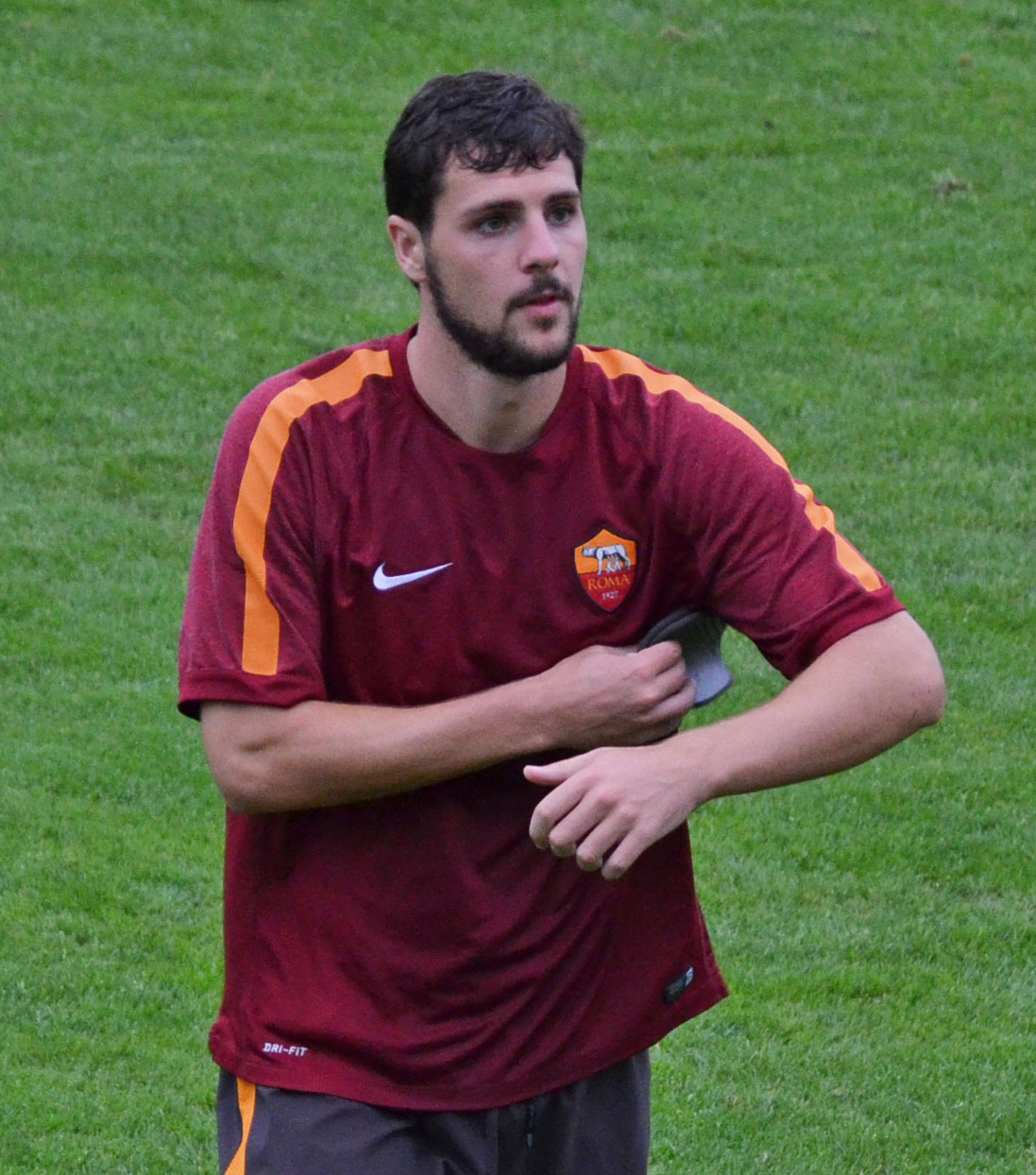
Mattia Destro lors d'un échauffement avec l'AS Rome à Bad Waltersdorf, le 12 août 2014.

Et c'est le club romain qui, à la suite de négociations difficiles, finit par obtenir le joueur le 25 juillet 2012. Il signe son contrat d'une durée de 5 ans après avoir passé sa visite médicale le 30 juillet 2012. Il y touche un salaire de 1,3 M€ la première saison, qui augmente annuellement pour finalement atteindre 2,1 M€ au terme de son contrat. Son transfert s'élève à 11,5 M€ dans le cadre d'un prêt pour la première année avec obligation d'achat de 4,5 M€ à l'issue de la saison 2012-2013, soit un total de 16 M€.
Souvent blessé lors de ses débuts à l'AS Rome, il ne perce que lors de sa deuxième saison au club. Ainsi, de janvier à mai 2014, il inscrit 13 buts, devenant le meilleur buteur de son club qui se classe deuxième du championnat d'Italie 2013-2014.
Le 29 janvier 2015, il est transféré à l'AC Milan sous la forme d'un prêt payant de 700 000 euros sur six mois avec une option d'achat qui s'élève à 16 millions d'euros.
Le 18 août 2015, le joueur annonce son transfert au Bologne FC.

### Carrière en sélection
Mattia a connu toutes les sélections jeune avec l'Italie, mis à part les U-20 italiens car il était déjà sélectionné avec les espoirs. Il a marqué dans chacune d'entre elles. Il est tellement précoce que le 13 mai 2012 il est présélectionné pour l'Euro 2012 dans une première liste de 32 joueurs ; il n'est finalement pas parmi les 23 joueurs sélectionnés.
Le 10 août 2012, il est sélectionné par Cesare Prandelli pour affronter l'Angleterre en match amical.

## Statistiques

### Statistiques détaillées
| Saison                | Club                  | Championnat           | Championnat | Championnat | Coupe(s) nationale(s) | Coupe(s) nationale(s) | Compétition(s) continentale(s) | Compétition(s) continentale(s) | Compétition(s) continentale(s) | Italie | Italie | Total | Total |
| Saison                | Club                  | Division              | M.          | B.          | M.                    | B.                    | Comp.                          | M.                             | B.                             | M.     | B.     | M.    | B.    |
| 2010-2011             | Genoa CFC             | Serie A               | 16          | 2           | 2                     | 1                     | -                              | -                              | -                              | -      | -      | 18    | 3     |
| 2019-2020             | Genoa CFC (prêt)      | Serie A               | 8           | 0           | 1                     | 0                     | -                              | -                              | -                              | -      | -      | 9     | 0     |
| 2020-2021             | Genoa CFC             | Serie A               | 29          | 11          | 1                     | 0                     | -                              | -                              | -                              | -      | -      | 30    | 11    |
| 2021-2022             | Genoa CFC             | Serie A               | 27          | 9           | 3                     | 0                     | -                              | -                              | -                              | -      | -      | 30    | 9     |
| Sous-total            | Sous-total            | Sous-total            | 80          | 22          | 7                     | 1                     | -                              | -                              | -                              | -      | -      | 87    | 23    |
| 2011-2012             | AC Sienne             | Serie A               | 30          | 12          | 2                     | 1                     | -                              | -                              | -                              | -      | -      | 32    | 13    |
| Sous-total            | Sous-total            | Sous-total            | 30          | 12          | 2                     | 1                     | -                              | -                              | -                              | -      | -      | 32    | 13    |
| 2012-2013             | AS Rome               | Serie A               | 21          | 6           | 5                     | 5                     | -                              | -                              | -                              | 4      | 1      | 30    | 12    |
| 2013-2014             | AS Rome               | Serie A               | 20          | 13          | 3                     | 0                     | -                              | -                              | -                              | 1      | 0      | 24    | 13    |
| 2014-2015             | AS Rome               | Serie A               | 16          | 5           | 1                     | 0                     | C1                             | 2                              | 0                              | 3      | 0      | 22    | 5     |
| Sous-total            | Sous-total            | Sous-total            | 57          | 24          | 9                     | 5                     | -                              | 2                              | 0                              | 8      | 1      | 76    | 30    |
| 2014-2015             | AC Milan (prêt)       | Serie A               | 15          | 3           | -                     | -                     | -                              | -                              | -                              | -      | -      | 15    | 3     |
| Sous-total            | Sous-total            | Sous-total            | 15          | 3           | -                     | -                     | -                              | -                              | -                              | -      | -      | 15    | 3     |
| 2015-2016             | Bologne FC            | Serie A               | 27          | 8           | -                     | -                     | -                              | -                              | -                              | -      | -      | 27    | 8     |
| 2016-2017             | Bologne FC            | Serie A               | 30          | 11          | 3                     | 0                     | -                              | -                              | -                              | -      | -      | 33    | 11    |
| 2017-2018             | Bologne FC            | Serie A               | 26          | 6           | 1                     | 0                     | -                              | -                              | -                              | -      | -      | 27    | 6     |
| 2018-2019             | Bologne FC            | Serie A               | 17          | 4           | 1                     | 0                     | -                              | -                              | -                              | -      | -      | 18    | 4     |
| 2019-2020             | Bologne FC            | Serie A               | 5           | 0           | 2                     | 0                     | -                              | -                              | -                              | -      | -      | 7     | 0     |
| Sous-total            | Sous-total            | Sous-total            | 105         | 29          | 7                     | 0                     | -                              | -                              | -                              | -      | -      | 112   | 29    |
| 2022-2023             | Empoli FC             | Serie A               | 17          | 1           | 1                     | 0                     | -                              | -                              | -                              | -      | -      | 18    | 1     |
| 2023-2024             | Empoli FC             | Serie A               | 9           | 0           | -                     | -                     | -                              | -                              | -                              | -      | -      | 9     | 0     |
| Sous-total            | Sous-total            | Sous-total            | 26          | 1           | 1                     | 0                     | -                              | -                              | -                              | -      | -      | 27    | 1     |
| Total sur la carrière | Total sur la carrière | Total sur la carrière | 313         | 91          | 26                    | 7                     | -                              | 2                              | 0                              | 8      | 1      | 349   | 99    |

### Buts internationaux
| 0   | Date              | Lieu                                  | Compétition                       | Résultat | Adversaire | Détail | Détail        | Détail | Sél. |
| --- | ----------------- | ------------------------------------- | --------------------------------- | -------- | ---------- | ------ | ------------- | ------ | ---- |
| 1er | 11 septembre 2012 | Stade Alberto-Braglia, Modène, Italie | Éliminatoires Coupe du monde 2014 | V 2-0    | Malte      | 5e     | du pied droit | 1-0    | 3e   |

## Palmarès

### En club
| Inter Milan - Tournoi de Viareggio - Vainqueur en 2008 (en) |

### Distinction personnelle
- Meilleur buteur de la coupe d'Italie en 2013 (5 buts)[5]